# Alfonso d'Aragona (1470-1520)
Alfonso d'Aragona, citato anche come Alonso d'Aragona (Cervera, 10 marzo 1470 – Lécera, 24 febbraio 1520), è stato un arcivescovo cattolico spagnolo, figlio illegittimo di Ferdinando II d'Aragona..

## Biografia
Figlio unico illegittimo del Re Ferdinando II il Cattolico e della sua amante, Aldonza Ruiz de Iborre i Alemany, fin da bambino fu avviato alla vita ecclesiastica e ben presto divenne abate di Montearagón.
Quando, nel novembre del 1475, il fratellastro di suo padre, Giovanni d'Aragona, arcivescovo di Saragozza morì, suo padre avrebbe desiderato che Alfonso succedesse allo zio. Ma papa Sisto IV, obiettando che Alfonso era troppo giovane, nominò Ausias de Puggio. Nel 1478 però quando fu nuovamente necessario nominare un nuovo arcivescovo, Sisto IV non riuscì più a opporsi alle pressioni della casa d'Aragona e nominò Alfonso alla sede di Saragozza.
Alfonso fece fare diversi importanti lavori nella Cattedrale di San Salvador di Saragozza.
Alfonso fu ordinato sacerdote nel novembre 1501. Nel 1505 fu nominato amministratore del vasto stato feudale di Monreale in Sicilia, dimettendosi nel 1512.
Il 23 gennaio 1512, Alfonso fu nominato amministratore apostolico di Valencia, di cui prese possesso il 4 aprile 1512.
Suo padre lo nominò Luogotenente generale del Regno di Napoli nel 1507, in sostituzione di Gonzalo Fernández de Córdoba.
Nel 1512, Alfonso era al comando delle truppe che conquistarono Tudela durante la guerra di occupazione spagnola del regno di Navarra.
Quando suo padre morì nel 1516, a causa della follia della sua sorellastra, la regina Giovanna, che aveva ereditato la corona d'Aragona, l'Arcivescovo Alfonso fu nominato tenente generale d'Aragona e di fatto sovrano (Viceré) d'Aragona. Quando il figlio di Giovanna, Carlo, nominato co-reggente di tutti i regni di sua madre, arrivò in Spagna nel novembre del 1518, l'Arcivescovo Alfonso fu confermato tenente generale d'Aragona.
Alfonso morì due anni dopo, a Lécera e fu tumulato nella cattedrale di Saragozza.

## Discendenza
Dalla sua amante, Anna di Gurrea (1470-1527), ebbe sette figli illegittimi:
- Anna (1485-1536) che fu moglie di Alfonso Pérez de Guzmán e, quando questi morì di Giovanni Alfonso Pérez de Guzmán.
- Alfonso (? - Monzón, 19 agosto 1552), abate di Montearagón.
- Martino (?-?), signore di Argabieso.
- Antonio (?-1552), signore di Quinto.
- Giovanni (Saragozza, 1492 - Madrid, 25 novembre 1530), arcivescovo di Saragozza dal 1520 alla  morte.
- Giovanna (?-1520) che venne data in sposa, nel 1509, al sedicenne Giovanni Borgia, III duca di Gandia, da cui ebbe tre figli e una figlia. Morì di parto.
- Fernando (Saragozza, 25 luglio 1498 - Saragozza, 29 gennaio 1577), arcivescovo di Saragozza dal 1539 alla morte.

## Genealogia episcopale
La genealogia episcopale è:
- Vescovo Juan Ortega Bravo de la Laguna
- Arcivescovo Alfonso d'Aragona

## Ascendenza
|                                  |   |                                      | Genitori                   |  |  | Nonni |  |  | Bisnonni               |  |  | Trisnonni               |  |
|                                  |   |                                      |                            |  |  |       |  |  | Ferdinando I d'Aragona |  |  | Giovanni I di Castiglia |  |
|                                  |   |                                      |                            |  |  |       |  |  | Ferdinando I d'Aragona |  |  | Giovanni I di Castiglia |  |
|                                  |   | Eleonora d'Aragona                   |                            |  |  |       |  |  | Ferdinando I d'Aragona |  |  |                         |  |
| Giovanni II d'Aragona            |   |                                      |                            |  |  |       |  |  | Ferdinando I d'Aragona |  |  |                         |  |
|                                  |   | Eleonora d'Alburquerque              | Sancho di Alburquerque     |  |  |       |  |  |                        |  |  |                         |  |
|                                  |   | Eleonora d'Alburquerque              | Sancho di Alburquerque     |  |  |       |  |  |                        |  |  |                         |  |
|                                  |   | Eleonora d'Alburquerque              | Beatrice del Portogallo    |  |  |       |  |  |                        |  |  |                         |  |
| Ferdinando II d'Aragona          |   | Eleonora d'Alburquerque              |                            |  |  |       |  |  |                        |  |  |                         |  |
|                                  |   | Fadrique Enríquez de Mendoza         | Alfonso Enríquez           |  |  |       |  |  |                        |  |  |                         |  |
|                                  |   | Fadrique Enríquez de Mendoza         | Alfonso Enríquez           |  |  |       |  |  |                        |  |  |                         |  |
|                                  |   | Fadrique Enríquez de Mendoza         | Juana de Mendoza y Ayala   |  |  |       |  |  |                        |  |  |                         |  |
| Giovanna Enríquez                |   | Fadrique Enríquez de Mendoza         |                            |  |  |       |  |  |                        |  |  |                         |  |
|                                  |   | Mariana Fernández de Córdoba y Ayala | Diego Fernández de Córdoba |  |  |       |  |  |                        |  |  |                         |  |
|                                  |   | Mariana Fernández de Córdoba y Ayala | Diego Fernández de Córdoba |  |  |       |  |  |                        |  |  |                         |  |
|                                  |   | Mariana Fernández de Córdoba y Ayala | Inés de Ayala              |  |  |       |  |  |                        |  |  |                         |  |
| Alonso d'Aragona                 |   | Mariana Fernández de Córdoba y Ayala |                            |  |  |       |  |  |                        |  |  |                         |  |
|                                  | … | …                                    |                            |  |  |       |  |  |                        |  |  |                         |  |
|                                  | … | …                                    |                            |  |  |       |  |  |                        |  |  |                         |  |
|                                  | … | …                                    |                            |  |  |       |  |  |                        |  |  |                         |  |
| Pedro Roig y Alemany             | … |                                      |                            |  |  |       |  |  |                        |  |  |                         |  |
|                                  |   | …                                    | …                          |  |  |       |  |  |                        |  |  |                         |  |
|                                  |   | …                                    | …                          |  |  |       |  |  |                        |  |  |                         |  |
|                                  |   | …                                    | …                          |  |  |       |  |  |                        |  |  |                         |  |
| Aldonza Ruiz de Ivorra y Alemany |   | …                                    |                            |  |  |       |  |  |                        |  |  |                         |  |
|                                  |   | …                                    | …                          |  |  |       |  |  |                        |  |  |                         |  |
|                                  |   | …                                    | …                          |  |  |       |  |  |                        |  |  |                         |  |
|                                  |   | …                                    | …                          |  |  |       |  |  |                        |  |  |                         |  |
| Aldonza de Iborra                |   | …                                    |                            |  |  |       |  |  |                        |  |  |                         |  |
|                                  |   | …                                    | …                          |  |  |       |  |  |                        |  |  |                         |  |
|                                  |   | …                                    | …                          |  |  |       |  |  |                        |  |  |                         |  |
|                                  |   | …                                    | …                          |  |  |       |  |  |                        |  |  |                         |  |
|                                  |   | …                                    |                            |  |  |       |  |  |                        |  |  |                         |  |